# Jason deCaires Taylor

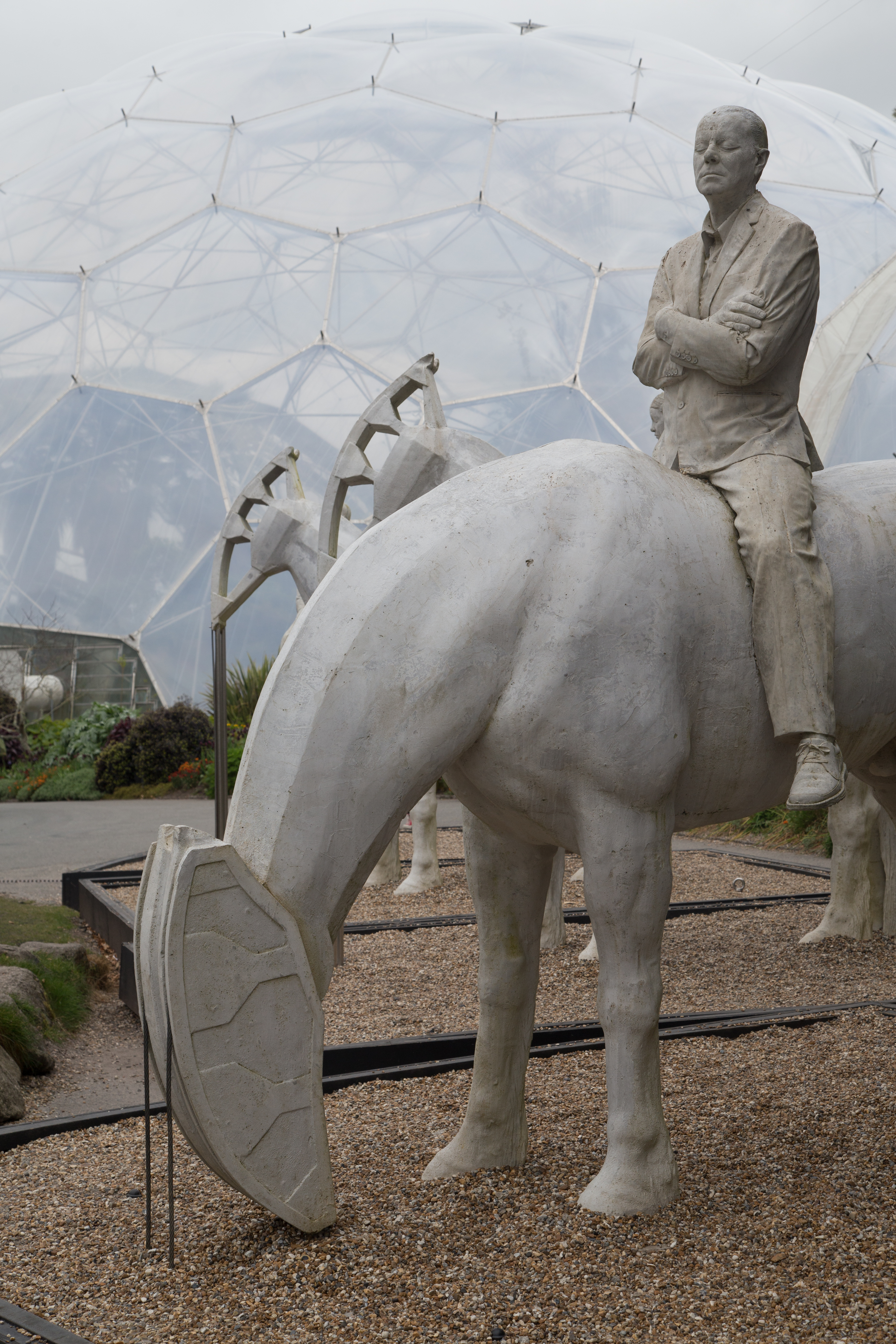
La Ola que se Eleva, 2015.

Jason deCaires Taylor (Dover, condado de Kent, Reino Unido, 12 de agosto de 1974) es un escultor británico, creador del primer parque de esculturas submarinas en Grenada y del primer museo submarino en el mundo conocido por instalar esculturas estratégicamente en el fondo del mar que la naturaleza convierte en arrecifes de coral artificiales integrando sus aptitudes como escultor, conservacionista, fotógrafo submarino e instructor de submarinismo. Su trabajo en Grenada ha sido elegido como una de las 25 Maravillas del Mundo por National Geographic. Sus proyectos más ambiciosos son la creación del museo submarino más extenso del mundo MUSA (Museo Subacuático de Arte), situado en las aguas que separan la costa de Cancún e Isla Mujeres, México, y Ocean Atlas (2014), una escultura de 5 metros de altura y 60 toneladas de peso, ubicada en las Bahamas Taylor reside en la isla de Lanzarote, en España, donde está desarrollando el proyecto de un nuevo museo submarino, primero del Océano Atlántico.

## Primeros años
Hijo de padre inglés y madre guyanesa, fue educado en Kent, al sureste de Inglaterra, continuando sus estudios en Camberwell College of Arts, Institute of London, donde se graduó en 1998 en Escultura y Cerámica. Habiendo practicado submarinismo desde la edad de 18, en 2002 obtuvo la licencia como instructor.

## Carrera
Los trabajos iniciales de Taylor incluyen Vicissitudes, Grace Reef, The Lost Correspondent and The Unstill Life. Todos ellos están situados en el primer parque público de esculturas submarinas en el mar Caribe, en la Bahía Molinere, Grenada, Las Antillas y situados en un área de la costa que había sido muy dañada por el huracán Iván en 2004. Las obras de Taylor constituyen inquietantes y enigmáticas escenas submarinas que muestran en ocasiones la cotidianidad de la vida en tierra seca pero transportada a un nuevo ambiente alquímico. 
Al contrario que el proceso entrópico típicamente asociado a las tendencias corrosivas del océano, las piezas de Taylor contribuyen a que los organismos crezcan, afectando así a la superficie de sus obras. Estas llevan a menudo implícita una reflexión sobre las relaciones de la humanidad con la naturaleza del mundo, y una apuesta por reivindicar la necesidad de conservarla. La mayoría de sus esculturas están basadas en personas cotidianas a través de un proceso denominado Lifecasting,que consiste en crear un molde o negativo del cuerpo tras ser recubierto por bandas de escayola. Con el paso del tiempo, las características fenotípicas de los modelos se van viendo alteradas a medida que las esculturas inertes de hormigón evolucionan hasta convertirse en vivos arrecifes artificiales. Taylor considera que a través de su obra trata de “representar cómo la intervención y la interacción humana con la naturaleza puede ser positiva y sostenible, como un icono que refleje que podemos vivir en perfecta simbiosis y armonía con la naturaleza". En 2009 Taylor traslada su práctica artística a México, donde consigue otro hito: la creación del primer museo submarino en el mundo. MUSA, el Museo Subacuático de Arte, acoge más de 485 esculturas sumergidas por Taylor, y 30 piezas inspiradas en otras referencias de nuestra vida terrestre. El Museo está situado entre la costa de Cancún y la costa oeste de Isla Mujeres. El proyecto fue apoyado y puesto en marcha en 2008 por CONANP, Comisión Nacional de Áreas Naturales Protegidas (National Commission of Mexican Protected Natural Areas) y la "Asociados Náuticos de Cancún" (The Cancun Nautical Association), inaugurándose oficialmente en noviembre de 2010.
Las obras del museo incluyen instalaciones individuales en las que se han implantado esquejes de corales vivos, rescatados de zonas de arrecifes dañados. Hombre en llamas (Man on Fire), creada a partir de un pescador local de la zona, se alza hacia la corriente con rotundidad, exhibiendo afilados fragmentos de coral de fuego implantados en su cabeza y torso. La Jardinera (The Gardener) muestra a una chica tumbada en un patio mientras riega una variedad de macetas con corales. Entre otros trabajos se incluyen El colecionista de los sueños (The Dream Collector), donde un hombre se muestra archivando mensajes encontrados en botellas que hubieran podido ser absorbidas por los océanos y arrastradas por las corrientes.
La Evolución Silenciosa (The Silent Evolution) es la más extensa colección de arte submarina. Fue instalada en MUSA en noviembre de 2010 y consta de 450 figuras de cemento de escala humana, agrupadas en pie sobre una superficie estéril de arena. Las esculturas evocan contenidos narrativos tanto contemporáneos como históricos, formando bloques de construcción que evolucionan hasta convertirse en complejos arrecifes artificiales que acogen vida marina. A pesar de que la apariencia de la colección desde las profundidades del agua es una agrupación de figuras humanas, la visibilidad desde la superficie muestra una forma ocular, ovalada. La colección ocupa más de 420 metros cuadrados de fondo marino, y la localización fue elegida con el objetivo de desviar a visitantes de los arrecifes naturales cercanos y así contribuir a que puedan regenerarse. 
MUSA está considerado como uno de los más destacados y ambiciosos proyectos submarinos del mundo.
A finales de 2013, Taylor ya había instalado aproximadamente 700 esculturas alrededor del mundo. Los trabajos llevados a cabo en 2014 incluyen Ocean Atlas, ubicada en las Bahamas, la más grande escultura jamás sumergida bajo el mar, con 5 metros de altura y 60 toneladas de peso.
Taylor reside en la actualidad en la isla de Lanzarote, en España, donde está trabajando en la creación de un nuevo y ambicioso proyecto: el primer museo submarino del Océano Atlántico.

La creación del monumental proyecto Museo Atlántico del artista Jason deCaires Taylor aspira a crear un fuerte diálogo visual entre arte y naturaleza. Diseñado con un enfoque conservacionista para generar un arrecife artificial a gran escala, desde sus primeras instalaciones, en 2016, ya ha logrado un considerable incremento en los índices de generación y abundancia de especies, siendo frecuentado actualmente por tiburones ángel, bancos de barracudas y sardinas, pulpos, esponjas marinas y la ocasional raya mariposa.

El museo, que ocupa un área de 50 x 50 metros de lecho marino arenoso desprovisto de vida, está construido con materiales de pH neutro respetuosos con el medio ambiente, y todas las piezas han sido diseñadas para adaptarse a la vida marina endémica. El museo inicia su recorrido en una entrada y concluye en una salida. Está formado por diez instalaciones que aspìran a reflejar la contemporaneidad y nos trasladan algunos interrogantes sobre el uso de los recursos naturales. Más de 300 esculturas componen el Museo Atlántico, visitado por cientos de buceadores en el mundo.

## Conservación
Taylor ha alcanzado reconocimiento mundial como uno de los primeros artistas en integrar la creación de arte contemporáneo con la conservación de la vida. Estos corales artificiales submarinos desvían la atracción de turistas de arrecifes naturales. Puesto que éstos están sufriendo los efectos adversos provocados por la polución, el calentamiento global, los huracanes o la sobrepesca, la creación de arrecifes artificiales les proporciona la oportunidad de que se regeneren.
Trabajando junto a biólogos marinos, Taylor emplea materiales resistentes, estables y sensibles con el medio ambiente. Utilizando un cemento de pHneutro que promueve la vida coral, contribuye también a sanar los fragmentos de coral dañados que se encuentran en el océano integrándolos en sus esculturas. Las propias estructuras también incorporan espacios destinados a servir como hábitat para la vida marina, contribuyendo a incrementar la biomasa de los ecosistemas locales. Las esculturas son ubicadas en lugares estratégicos del fondo del mar, evitando fuertes corrientes y mareas, siendo instaladas en el momento idóneo para el desove coral y así maximizar su potencial influencia en la reavivación de ecosistemas marinos.
A decir del escritor de arte Dr. De Russo, las esculturas constituyen una exhibición viva que evoluciona en la medida en que la naturaleza las coloniza, y el mar y los movimientos de las mareas deforman su apariencia desarrollando una plataforma que impulsará la regeneración de la vida marina. Son el medio por el cual se transmite un mensaje de esperanza y de conciencia medioambiental
Al compaginar cualidades biorestauradoras con contenidos culturalmente educativos, el trabajo de Taylor ha sido categorizado dentro del movimiento artístico Eco-Art. En 2010 su trabajo presentó la campaña de Greenpeace con el objetivo de concienciar acerca del Calentamiento global previamente a la Conferencia sobre el cambio climático de las Naciones Unidas en Cancún.

## Reconocimiento
2011: El parque submarino de esculturas de Grenada fue descrito como “una de las maravillas del mundo - uno de los lugares más asombrosos de la tierra” en una edición especial de la revista National Geographic, publicada en 2011.  
2010: MUSA (México) fue elegida por la corporación Forbes como uno de los lugares más únicos en el mundo que se pueden visitar.
.
2014: Taylor fue galardonado con el premio Foreign Policy Global Thinker award. 
También fue nombrado miembro de la junta directiva de la Asociación Internacional de Life Casting. 
2015: Taylor ha sido honrado con el premio “Pergamino” de Amigos del Museo de Anclas Phillipe Cousteau, un premio que se otorga anualmente coincidiendo con el aniversario de la muerte de Phillipe Cousteau en reconocimiento a su magnífica contribución al campo del arte submarino.

## Trabajos principales
La página web de Taylor incluye imágenes de casi la totalidad de sus obras. Entre las más destacadas: 
- 2016 - 2017 Museo Atlántico Fase 2, Lanzarote, Islas Canarias, España
- 2015 Museo Atlántico Fase 1, Lanzarote, Islas Canarias, España
- 2014 Ocean Atlas. New Providence in Nassau, Bahamas
- 2013 No turning back. Punta Nizuc, Museo Subacuático de Arte. Cancún, México
- 2013 Self-immolation. Punta Nizuc, Museo Subacuático de Arte. Cancún, México
- 2013 Resurrection. Punta Nizuc, Museo Subacuático de Arte. Cancún, México
- 2013 Vein Man. Punta Nizuc, Museo Subacuático de Arte. Cancún, México
- 2012 Urban Reef. Isla Mujeres, Museo Subacuático de Arte. Cancún, México
- 2012 Reclamation. Punta Nizuc, Museo Subacuático de Arte. Cancún, México
- 2012 The Listener. Punta Nizuc, Museo Subacuático de Arte. Cancún, México
- 2012 The Last Supper. Punta Nizuc, Museo Subacuático de Arte. Cancún, México
- 2011 The Holy Man. Punta Nizuc, Museo Subacuático de Arte. Cancún, México
- 2011 Time Bomb. Punta Nizuc, Museo Subacuático de Arte. Cancún, México
- 2011 The Musician. Musha Cay, Copperfield Bay, Bahamas
- 2011 The Anthropocene. Isla Mujeres, Museo Subacuático de Arte. Cancún, México
- 2011 The Promise. Isla Mujeres, Museo Subacuático de Arte. Cancún, México
- 2011 Ineria. Punta Nizuc, Museo Subacuático de Arte. Cancún, México
- 2011 Void. Punta Nizuc, Museo Subacuático de Arte. Cancún, México
- 2011 Inheritance. Punta Nizuc, Museo Subacuático de Arte. Cancún, México
- 2011 The Silent Evolution. (450 sculptures) Isla Mujeres, Museo Subacuático de Arte.

Cancún, México
- 2009 The Gardener of Hope. Punta Nizuc, Museo Subacuático de Arte. Cancún, México
- 2009 Dream Collector. Isla Mujeres, Museo Subacuático de Arte. Cancún, México
- 2009 Man on Fire. Isla Mujeres, Museo Subacuático de Arte. Cancún, México
- 2009 Inverted Solitude. Chepstow national diving centre, UK
- 2008 Alluvia. The Stour River, Canterbury, Kent, UK
- 2008 The Un-Still Life II. Public stone sculpture, Palini, Crete, Greece
- 2007 Vicissitudes. Moliniere underwater sculpture park, Grenada
- 2007 The Fall from Grace. Moliniere underwater sculpture park, Grenada
- 2007 The Un-Still Life. Moliniere underwater sculpture park, Grenada
- 2006 Grace Reef. Moliniere underwater sculpture park, Grenada
- 2006 Sienna. Moliniere underwater sculpture park, Grenada
- 2006 The Lost Correspondent. Moliniere underwater sculpture park, Grenada

## Publicaciones y películas
The Underwater Museum: The Submerged Sculptures of Jason deCaires Taylor, (2014) Chronicle Books 
El Ángel Azul (2012) Dir. Marcy Cravat 
The Last Reef (2012) Dir. Luke Cresswell